# エルンスト2世 (ザクセン＝コーブルク＝ゴータ公)
エルンスト2世（ドイツ語: Ernst II., 1818年6月21日 - 1893年8月23日）は、第2代ザクセン＝コーブルク＝ゴータ公（在位：1844年 – 1893年）。

## 生涯
1818年6月21日、ザクセン＝コーブルク＝ザールフェルト公エルンスト1世とその妃であったザクセン＝ゴータ＝アルテンブルク公女ルイーゼ（アウグストの娘）の間に長男（第1子）としてコーブルクのエーレンブルク宮殿で生まれた。1842年5月3日にカールスルーエでバーデン大公女アレクサンドリーネ（レオポルトの長女）と結婚したが、子供は生まれなかった。
1844年1月29日に父エルンスト1世（1826年から領地を交換してザクセン＝コーブルク＝ゴータ公）が死去したため、公位を継承した。
南北戦争の際、エルンスト2世はヨーロッパの君主では唯一、南部のアメリカ連合国に領事を派遣した。1861年、領事に任命されたエルンスト・ラーフェンは、リッチモンドの連合国政府に外交的承認を申し入れ、受諾された。
1893年8月23日、ラインハルツブルン城（現在のテューリンゲン州ゴータ郡）で死去した。弟のイギリス王配アルバートは既に死去しており、その長男であるウェールズ公アルバート・エドワード（後のイギリス王エドワード7世）も公位継承権を放棄していたため、アルバートの次男エディンバラ公アルフレッドが公位を嗣いだ（アルフレート）。

## 音楽史上の逸話
エルンスト2世は1887年に、ウィーンで活躍していた「ワルツ王」ヨハン・シュトラウス2世をザクセン＝コーブルク＝ゴータ国民として迎えている。これはヨハン・シュトラウス2世の離婚問題が原因である。当時彼は2番目の妻リリー・ディートリヒと離婚し、3番目の妻アデーレ・ドイッチェと結婚しようとしていたが、当時のオーストリアの法律とカトリック教会が離婚を認めていなかったためにプロテスタントに改宗し、ザクセン＝コーブルク＝ゴータ国籍を取得した上で離婚と再婚に踏み切ったのである。
また、エルンスト2世自身も宗教音楽やオペラなどの作曲を手がけている。フランツ・ドップラーの『カシルダ幻想曲』は、エルンスト2世のオペラ『カシルダ』の中の旋律を元にしたものである。

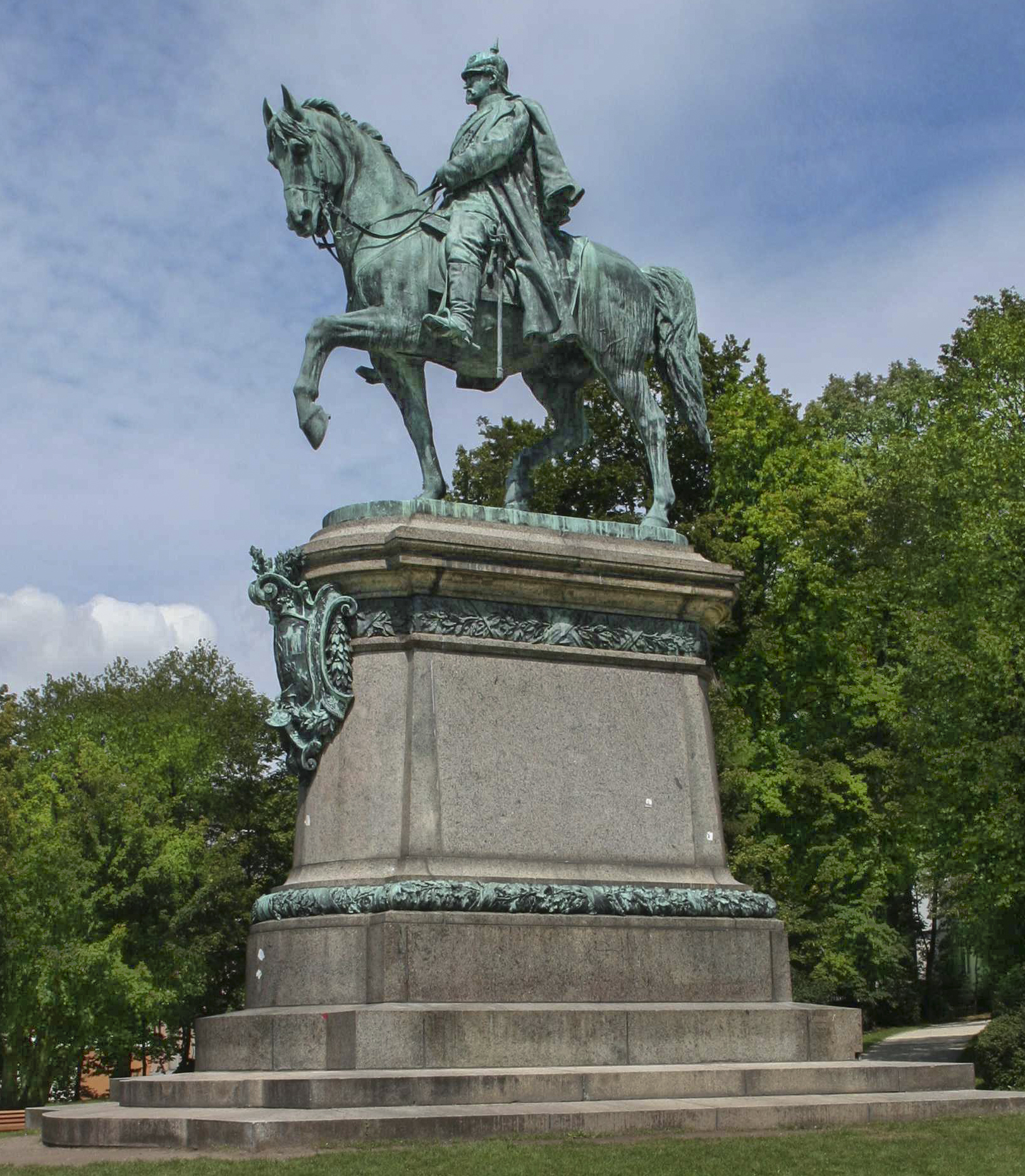
コーブルクのホーフガルテンにあるエルンスト2世の騎馬像